# Noble (mynt)

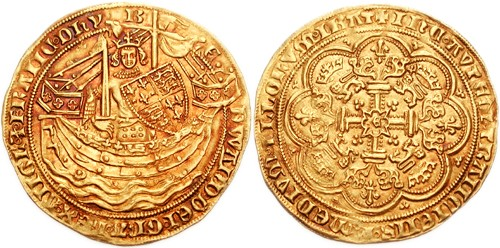
Noble från Edvard III:s regeringstid.

Noble var ett engelskt guldmynt som introducerades under Edward III:s andra myntreform 1344–1346 och användes fram till 1470.